# Nesle-l’Hôpital
Nesle-l’Hôpital – miejscowość i gmina we Francji, w regionie Hauts-de-France, w departamencie Somma.
Według danych na rok 2011 gminę zamieszkiwały 162 osoby, a gęstość zaludnienia wynosiła 34 osoby/km² (wśród 2293 gmin Pikardii Nesle-l’Hôpital plasuje się na 821. miejscu pod względem liczby ludności, natomiast pod względem powierzchni na miejscu 898.).